# Las mil y una noches (película de 1958)
Las mil y una noches es una película de comedia y fantasía mexicana de 1958, dirigida por Fernando Cortés y protagonizada por Germán Valdés «Tin-Tan», María Antonieta Pons, Martha Valdés y Mapita Cortés. Es una parodia del cuento infantil del mismo nombre. Ésta es la primera película filmada a color en la que participa Tin-Tan; la cual dio ocasión al debut cinematográfico de la actriz y modelo puertorriqueña-estadounidense Mapita Cortés. Esta película contiene tres cuentos con un ambiente árabe: Los Astutos Favoritos del Rey, El Espejo Vivillo y La Maga Chambona.

## Argumento
En la ciudad musulmana de Mexcatepec, el contador de cuentos Ven Aquí (Germán Valdés "Tin-Tan") y la esclava Ven Acá (María Antonieta Pons) intentan escapar a la sentencia de muerte dictada por el rajá con motivo de grave ofensa en contra de su honor. Para ello, Ven Aquí explota la manifiesta debilidad del rajá por escuchar historias.

## Reparto
- Germán Valdés «Tin-Tan» como Ven Aquí
- María Antonieta Pons como Ven Acá
- Martha Valdés como Soberana Sobeyra
- Mapita Cortés como Yamirka
- Marcelo Chávez
- Manuel «El Loco Valdés»
- Miguel Arenas como Sultán de Basora
- Óscar Pulido como Sultán Ali Pus
- Elena Julián
- Ramón Valdés
- Silvia Carrillo como Odalisca
- Roberto Y. Palacios
- Leticia Julián
- Antonio «El Ratón Valdés»